# Jelleff's
Frank R. Jelleff Co., of vaker Jelleff's, was een winkelketen en discount warenhuis uit Washington D.C. dat zich specialiseerde in dameskleding.

## Geschiedenis
Jelleff's werd in maart 1910 opgericht in het centrum van Washington, D.C. aan F Street North West. De oprichter, Frank R. Jelleff, richtte de eerste Boy's Club op in het grootstedelijk gebied van Washington. De club op S Street North West 3265, vlak bij Wisconsin Avenue, is naar hem vernoemd. Het bedrijf was tot 1968 in familiebezit, totdat een groep onder leiding van I. Lee Potter de winkel kocht van de weduwe van de oprichter. Potter was voorzitter tot de sluiting van het bedrijf in 1979. Zijn vader, Alan Potter, was bestuursvoorzitter. 

Oprichter Frank Jelleff

## Vlaggenschipwinkel
De vlaggenschipwinkel was gevestigd op F Street 1214-1220 in de "F Street Mall". De winkel sloot begin 1973.

## Filialen
Jelleff's opende zijn eerste vestiging in de buitenwijken van Virginia in december 1947 in het Shirlington Shopping Center. Het filiaal sloot op 1 november 1972, maar in 1973 werd de 1.900 m² grootte winkel heropend als een discount warenhuis.
Jelleff's had ook vestigingen in Silver Spring, Falls Church, de Springfield Mall, een 3.700 m² grootte winkel in het Tysons Corner Center en op Connecticut Avenue Northwest 4472 in Washington D.C. Van 1942 tot 1969 exploiteerde het een 350 m² grootte winkel, bekend als de "Little Shop" op Wisconsin Avenue 6936 in Bethesda, Maryland.
Een 1.100 m² grootte winkel werd geopend in de toen nieuwe Crystal City Underground in Crystal City, Virginia, in september 1976. In 1979, toen de keten sloot, bleef deze onafhankelijk opereren als "Fifteen Thirty Five." De winkel in Tysons Corner sloot begin 1979, gevolgd door de vestigingen aan Connecticut Avenue en de Springfield Mall in mei. In juni sloot de vestiging in Silver Spring. 